# Kelme Club de Fútbol
El Kelme Club de Fútbol es un club de fútbol de España, de la ciudad de Elche (Alicante) que recibe su nombre de la firma deportiva Kelme. La filosofía del club es la formación de jugadores jóvenes, y poseen una completa estructura a nivel de fútbol base. Tiene un acuerdo de filialidad con el Valencia C. F.
La joya del club es el equipo Juvenil A, que milita en el grupo 7 de División de Honor. Llegó a militar unas temporadas en la máxima categoría juvenil, la División de Honor Juvenil. Y tras 5 años en Liga Nacional, en la temporada 15-16 logró el ascenso a la máximo nivel juvenil
Otro de los equipos importantes del club es el Cadete A el cual participa en la liga más alta de su categoría, compitiendo con equipos como Valencia, Levante y Villarreal.

## Categorías
- Juvenil:

"A" y "B"
- Cadete:

"A", "B" y "C"
- Infantil:

"A", "B" y "C"
- Alevín:

"A", "B" y "C"
- Benjamín:

"A", "B", "C","D" ,"E" ,"F"

## Uniforme
- Uniforme titular: Camiseta a franjas verticales blancas, azules y verdes, pantalón blanco, medias blancas. (Ver imagen)
- Uniforme alternativo: Camiseta roja, pantalón azul, medias rojas.

## Estadio
Disputa sus partidos en el campo de fútbol del Polideportivo Municipal de Altabix (Elche) Antiguamente llamado "Campo del Kelme"

## Datos del club
- Dirección: Blasco Ibáñez 3, Sótano. 03201 Elche (Alicante)
- Teléfono: 659138510
- FAX: 965430053
- Federación: Federación de Fútbol de la Comunidad Valenciana[1]

## Jugadores famosos
Han sido muchos los jugadores que el Kelme Club de Fútbol ha nutrido en categorías altas del fútbol español, entre otros:
- Miguel de las Cuevas, jugador del Club Atlético Osasuna
- Pablo de Lucas, jugador del Deportivo Alavés
- Juanfran Torres, jugador del Atlético de Madrid
- Pepe Quirant, jugador del C. D. Denia
- Tonino, jugador del C. D. Alcoyano
- Rafa Gómez, jugador del Elche C. F.
- Fran Antón, jugador del F. C. Jove Español
- Abraham Sánchez, jugador del Caravaca C. F.
- Santacruz, jugador del Hércules C. F.
- Thiago, jugador del Liverpool FC